# Aleksy
Aleksy est un prénom masculin polonais pouvant désigner:

## Prénom
- Aleksy Antkiewicz (1923-2005), boxeur polonais
- Aleksy Ćwiakowski (en) (1895-1953), activiste politique polonais
- Maciej Aleksy Dawidowski (1920-1943), résistant polonais
- Aleksy Kuziemski (né en 1977), boxeur polonais